# ألكسيس كينغ
ألكسيس كينغ (بالإنجليزية: Alexis King)‏ مواليد 31 مارس 1983، هي لاعبة كرة مضرب أمريكية بدأت مسيرتها كمحترفة سنة 2002 تلعب باليد اليمنى. أعلى تصنيف لها في الفردي كان المركز الـ 343 في سنة 2008.

## نهائيات الاتحاد

### الفردي: 5 (3–2)
| الحصيلة | الرقم | التاريخ       | الدورة                              | الأرضية | المنافس        | النقاط        |
| الفوز   | 1.    | 28 أبريل 2008 | شارلوتسفيل، الولايات المتحدة        | ترابية  | أولغا بوتشكوفا | 6–3, 6–3      |
| الوصيف  | 2.    | 24 مايو 2010  | سمتر، الولايات المتحدة              | صلبة    | يلينا باندزيك  | 2–6, 6–1, 2–6 |
| الفوز   | 3.    | 31 مايو 2010  | هيلتون هيد أيلاند، الولايات المتحدة | صلبة    | جاكلين كاكو    | 6–2, 6–2      |
| الفوز   | 4.    | 23 مايو 2011  | سمتر، الولايات المتحدة              | صلبة    | بروك أوستن     | 6–3, 7–5      |
| الوصيف  | 5.    | 11 يوليو 2011 | أتلانتا، الولايات المتحدة           | صلبة    | لورين ديفيس    | 6–1, 2–6, 2–6 |

## روابط خارجية
- ألكسيس كينغ على موقع رابطة محترفات التنس (الإنجليزية)
- ألكسيس كينغ على موقع الاتحاد الدولي لكرة المضرب (الإنجليزية)